# کنستانتین خابنسکی
کنستانتین یوریویچ خابنسکی (روسی: Константин Юрьевич Хабенский؛ زادهٔ ۱۱ ژانویهٔ ۱۹۷۲) بازیگر اهل روسیه است. وی از سال ۱۹۹۴ میلادی تاکنون مشغول فعالیت بوده‌است.
از فیلم‌ها یا برنامه‌های تلویزیونی که وی در آن نقش داشته است می‌توان به تحت تعقیب، بندزن خیاط سرباز جاسوس، شبح، دریای سیاه، غیر دوستانه و سقوط امپراتوری اشاره کرد.
وی همچنین برنده جوایزی همچون هنرمند مردمی روسیه شده است.